# هوراسيو كيروغا
هوراسيو كيروغا (بالإسبانية: Horacio Quiroga) (و. 1878 – 1937 م) هو كاتب قصص قصيرة، ودرامي ‏، وشاعر أوروغواياني، ولد في سالتو، توفي في بوينس آيرس، عن عمر يناهز 59 عاماً، بسبب تسمم بالسيانيد.

## وصلات خارجية
- هوراسيو كيروغا على موقع IMDb (الإنجليزية)
- هوراسيو كيروغا على موقع الموسوعة البريطانية (الإنجليزية)
- هوراسيو كيروغا على موقع قاعدة بيانات برودواي على الإنترنت (الإنجليزية)
- هوراسيو كيروغا على موقع قاعدة بيانات الفيلم (الإنجليزية)

- هوراسيو كيروغا في قاعدة بيانات الأفلام على الإنترنت